# در نبردی مشکوک (فیلم ۲۰۱۶)
در نبردی مشکوک (انگلیسی: In Dubious Battle) فیلمی درام به تهیه‌کنندگی و کارگردانی جیمز فرانکو و با فیلم‌نامه‌ای از مت ریجر است که در سال ۲۰۱۶ منتشر شد. این فیلم اقتباسی از رمانی به همین نام اثر جان استاین‌بک نویسنده آمریکایی است. فرانکو، نات وولف، جاش هاچرسون، وینسنت دن آفریو، رابرت دووال، سلینا گومز، کیگان آلن و اد هریس گروه بازیگران فیلم هستند. فیلم نخستین بار در سپتامبر ۲۰۱۶، در جشنواره فیلم ونیز به نمایش درآمد و در ۱۷ فوریه ۲۰۱۷ در سینماهای ایالات متحده اکران شد.

## داستان
دوران سختی برای مزرعه‌داران کالیفرنیا، به خصوص کشاورزانی است که سیب برداشت کرده‌اند. تنها درآمد آنها از فروش همین سیب‌هایی که چندین ماه برای آن زحمت کشیده‌اند اما این بار خبری از پول نیست! به دلایلی نامعلوم از پرداخت حقوق آنها جلوگیری شده‌است و این کار باعث شده تا اعتصاب آنها به رهبری جیم نولان جوان شکل بگیرد.
نام داستان از این بخش «بهشت گمشده» اثر جان میلتون گرفته شده است:
«… اینان مرا بر او برگزیدند و در نبردی که کس را بر سرانجامش آگاهی نبود، نیرویی مخالف را در پهن‌دشت‌های آسمان با نیروی قادر او هماورد کردند و اورنگ پادشاهیش را به لرزه درافکندند (بهشت گمشده، ترجمه شجاع‌الدین شفا، چاپ سوم، صفحه ۱۵).»

## بازیگران
- جیمز فرانکو در نقش مک مک‌لئود
- نات وولف در نقش جیم نولان
- جاش هاچرسون در نقش وینی
- وینسنت دن آفریو در نقش لندن
- رابرت دووال در نقش کریس بولتون
- سلینا گومز در نقش لیسا لندن
- کیگان آلن در نقش کلر
- اد هریس در نقش جوی
- برایان کرانستون در نقش کلانتر
- سام شپارد در نقش آقای اندرسون
- زک برف در نقش کانر
- آنا ارایلی در نقش ادی مالون
- آنالی تیپتن در نقش ورا
- اسکات هیز در نقش فرانک
- دنی مک‌براید در نقش ولگرد
- اشلی گرین در نقش دنی استیونز
- آستین استول در نقش ادی